# Fontaine de 1829 (Givry)
La fontaine de la place de la Halle est une fontaine située sur le territoire de la commune de Givry dans le département français de Saône-et-Loire et la région Bourgogne-Franche-Comté.

## Historique
Elle fait l'objet d'une inscription au titre des monuments historiques depuis le 10 juin 1932.